# SING LIKE CHILDREN
『SING LIKE CHILDREN』は、日本のア・カペラ ヴォーカルグループ、SMOOTH ACEの7枚目のアルバム。2014年10月8日にsetagaya chorus laboratoryからリリースされ、9曲が収録されている。メンバーが二人となり自主レーベルからリリースする初のセルフプロデュース。
2017年5月に UNIVERSAL MUSICから『SING LIKE CHILDREN Complete』として新たにリリースされることになり、インディーズ盤は2016年12月末にCD、配信ともに取り扱い中止となった。

## 収録曲
表記のないものは作詞：岡村玄、作曲：重住ひろこ、編曲・コーラス・アレンジ：SMOOTH ACE
1. すてきなミュージック
2. favorite song
3. ペシミストノラヴソング
4. Sing like children
5. 虹を見たくて
6. Discovery
7. ミュージック
8. すてきなリプリーズ
9. きみを知ってる

## パーソネル
重住ひろこ／岡村玄（vo, cho）

## 品番
DQC-1362 